# Заслуженный артист Украинской ССР
Заслуженный артист Украинской Советской Социалистической Республики (укр. Заслужений артист Української РСР) — почётное звание, присваивалось Президиумом Верховного Совета Украинской Советской Социалистической Республики и являлось одной из форм признания государством и обществом заслуг отличившихся граждан. Учреждено 22 ноября 1922 года.

## Описание
Присваивалось выдающимся деятелям искусства, особо отличившимся в деле развития театра, музыки, кино, цирка, режиссёрам, композиторам, дирижёрам, концертмейстерам, художественным руководителям музыкальных, хоровых, танцевальных и других коллективов, другим творческим работникам, музыкантам-исполнителям за высокое мастерство и содействие развитию искусства.
Следующей степенью признания было присвоение звания «Народный артист Украинской ССР», затем «Народный артист СССР».
Начиная с 1919 года и до указа 1931 года присваивалось звание «Заслуженный артист Республики». Присваивалось оно коллегиями Наркомпроса республик, приказами наркомов просвещения, исполкомами областных и краевых советов.
С распадом Советского Союза на Украине звание «Заслуженный артист Украинской ССР» было заменено званием «Заслуженный артист Украины», при этом учитывая заслуги граждан Украины, награждённых государственными наградами бывших СССР и Украинской ССР, за ними сохранились права и обязанности, предусмотренные законодательством бывших СССР и Украинской ССР о наградах.

## Награждения
- Первым награждённым в 1925 году был Юра, Гнат Петрович — актёр, театральный режиссёр[источник не указан 4714 дней].
- Последними награждёнными этим почётным званием в 1991 году были артисты театра Климчук, Элеонора Гавриловна и Шумарина, Тамара Аркадьевна[2].